# Lichnia gallardoi
Lichnia gallardoi is een keversoort uit de familie Glaphyridae. De wetenschappelijke naam van de soort is voor het eerst geldig gepubliceerd in 1943 door Gutierrez Alonso.